# قشلاق سيدلر موسي (مقاطعة بيله سوار)
قشلاق سیدلر موسی (بالفارسية: قشلاق سیدلر موسی) هي مستوطنة تقع في إيران في قسم قشلاق الجنوبي الريفي.